# Дом Перестиани (Таганрог)
Дом Перестиани — образец фоновой застройки XIX века, который находится по улице Греческой, 64 в городе Таганроге Ростовской области.

## История
В начале 1860-х годов по современному адресу улица Греческая, 64, был построен двухэтажный дом, который по 1880 год принадлежал чиновнику Николаю Афанасьевичу Перестиани. Он был выходцем из состоятельной семьи купцов, занимал должность мирового судьи и был членом артистического общества Таганрога. Первый брак был неудачным, и с первой женой он разъехался. У Николая Афанасьевича было двое детей, рождённых вне брака от актрисы Анны Ивановны Солодухиной(творческий псевдоним — Александрова). Младший из этих детей стал известным кинорежиссёром и актёром, Иваном Николаевичем Перестиани, снявшимся в фильмах «Красные дьяволята» и «Три жизни». Николай Афанасьевич Перестиани потратил много сил, подавал различные прошения канцелярии, чтобы его дети не считались незаконнорождёнными и в результате добился официального усыновления. Его второй официальной женой стала Лидия Павловна Петропавловская. У неё это также был второй брак — она была вдовой коллежского асессора. Свадьба состоялась 15 октября 1872 года, в браке с Лидией Петропавловской родилось трое детей: Лидия, Людмила и Мстислав. Николай Афанасьевич умер в 1899 году.
С 1890 по 1906 год дом находился в собственности Лидии Перестиани. В 1915 году владелицей дома стала жена присяжного поверенного Елена Константиновна Ковалевская.

## Описание
Дом построен из кирпича, двухэтажный, возведён на каменном фундаменте. По состоянию на 1871 год при доме был флигель, большой двор и деревянные службы. Фасад дома на уровне первого этажа рустован. Между кирпичными пилонами расположены кованые ворота и калитка. Внутри двора располагается двухэтажный выступ, который служит центральным входом. Окна, которые находятся на первом этаже, украшены замковыми камнями с львиными масками, которые размещаются над конструкцией. Окна на втором этаже обладают прямоугольной формой, они забраны в простые наличники. Венчающий карниз по фасаду опирается на кронштейны.